# 法王寺 (基隆市)
法王寺（ほうおうじ）は、台湾基隆市仁愛区（もとの堀川町）にある寺院。

## 歴史
日本統治時代の明治45年（1912年）に中澤慈愍によって天台宗修験道の布教所として建立された。大正9年（1920年）に「法王寺」と公称され、現在に至っている。